# Francesco Antonio Maiorsini
Francesco Antonio Maiorsini (Sant'Agata de' Goti, 20 gennaio 1812 – 23 novembre 1893) è stato un arcivescovo cattolico italiano.

## Biografia
Nato il 20 gennaio 1812 a Sant'Agata de' Goti da Pasquale Maiorsini e Maria Giuseppina Ciccarello, fu ordinato sacerdote il 20 dicembre 1834. Il 30 novembre 1854 papa Pio IX lo nominò vescovo ausiliare di Lacedonia, assegnandogli la sede titolare di  Elenopoli di Bitinia. Ricevette l'ordinazione episcopale nella basilica dei Santi Giovanni e Paolo il 17 dicembre 1854 dal cardinale Cosimo Corsi. Il 20 giugno 1859 fu nominato vescovo di Lacedonia. Partecipò alle sessioni del concilio Vaticano I. Il 27 ottobre 1871 fu nominato arcivescovo di  Amalfi; guidò l'arcidiocesi fino al 23 novembre 1893, giorno della sua morte. È sepolto nel duomo di Amalfi.

## Genealogia episcopale
La genealogia episcopale è:
- Cardinale Scipione Rebiba
- Cardinale Giulio Antonio Santori
- Cardinale Girolamo Bernerio, O.P.
- Arcivescovo Galeazzo Sanvitale
- Cardinale Ludovico Ludovisi
- Cardinale Luigi Caetani
- Cardinale Ulderico Carpegna
- Cardinale Paluzzo Paluzzi Altieri degli Albertoni
- Papa Benedetto XIII
- Papa Benedetto XIV
- Papa Clemente XIII
- Cardinale Giovanni Carlo Boschi
- Cardinale Bartolomeo Pacca
- Cardinale Ludovico Micara, O.F.M.Cap.
- Cardinale Cosimo Barnaba Corsi
- Arcivescovo Francesco Antonio Maiorsini